# Chersodromia madelinae
Chersodromia madelinae är en tvåvingeart som beskrevs av Arnaud 1975. Chersodromia madelinae ingår i släktet Chersodromia och familjen puckeldansflugor. Inga underarter finns listade i Catalogue of Life.